# Kute (Uskoplje, BiH)
Kute su naseljeno mjesto u općini Uskoplje, Federacija Bosne i Hercegovine, BiH.

## Povijest
Na lokalitetu Kobila iznad Kuta postoje tragovi rimskog rudarskog naselja.

## Stanovništvo

### 1991.
Nacionalni sastav stanovništva 1991. godine, bio je sljedeći:
ukupno: 253
- Muslimani - 152
- Hrvati - 101

### 2013.
Nacionalni sastav stanovništva 2013. godine, bio je sljedeći:
ukupno: 167
- Hrvati - 97
- Bošnjaci - 69
- ostali, neopredijeljeni i nepoznato - 1